# Селишта (Колашин)
Селишта је насеље у општини Колашин у Црној Гори. Према попису из 2003. било је 241 становника (према попису из 1991. било је 240 становника).

## Демографија
У насељу Селишта живи 178 пунолетних становника, а просечна старост становништва износи 34,7 година (32,6 код мушкараца и 37,0 код жена). У насељу има 69 домаћинстава, а просечан број чланова по домаћинству је 3,49.
Становништво у овом насељу веома је хетерогено, а у последња три пописа, примећен је пораст у броју становника.
|  |

| Демографија | Демографија | Демографија |
| Година      | Становника  | Становника  |
| ----------- | ----------- | ----------- |
|             |             |             |
|             |             |             |
|             |             |             |
|             |             |             |
| 1948.       | 152         |             |
| 1953.       | 189         |             |
| 1961.       | 175         |             |
| 1971.       | 198         |             |
| 1981.       | 230         |             |
| 1991.       | 240         | 240         |
| 2003.       | 241         | 241         |
|             |             |             |

| Етнички састав према попису из 2003.‍ | Етнички састав према попису из 2003.‍ | Етнички састав према попису из 2003.‍ | Етнички састав према попису из 2003.‍ | Етнички састав према попису из 2003.‍ |
| ------------------------------------ | ------------------------------------ | ------------------------------------ | ------------------------------------ | ------------------------------------ |
|                                      |                                      |                                      |                                      |                                      |
| Црногорци                            | Црногорци                            |                                      | 150                                  | 62,24%                               |
| Срби                                 | Срби                                 |                                      | 90                                   | 37,34%                               |
| непознато                            | непознато                            |                                      | 0                                    | 0,0%                                 |

| Година пописа     | 1948. | 1953. | 1961. | 1971. | 1981. | 1991. | 2003. |
| ----------------- | ----- | ----- | ----- | ----- | ----- | ----- | ----- |
| Број домаћинстава | 39    | 48    | 48    | 49    | 59    | 56    | 69    |

| Број чланова      | 1  | 2  | 3 | 4  | 5  | 6 | 7 | 8 | 9 | 10 и више | Просек |
| ----------------- | -- | -- | - | -- | -- | - | - | - | - | --------- | ------ |
| Број домаћинстава | 69 | 12 | 9 | 11 | 20 | 8 | 7 | 1 | 0 | 1         | 0      |

| Пол    | Укупно | Неожењен/Неудата | Ожењен/Удата | Удовац/Удовица | Разведен/Разведена | Непознато |
| ------ | ------ | ---------------- | ------------ | -------------- | ------------------ | --------- |
| Мушки  | 98     | 48               | 44           | 3              | 1                  | 2         |
| Женски | 96     | 29               | 46           | 19             | 2                  | 0         |
| УКУПНО | 194    | 77               | 90           | 22             | 3                  | 2         |

| Пол    | Укупно                    | Пољопривреда, лов и шумарство | Рибарство                            | Вађење руде и камена | Прерађивачка индустрија       |
| ------ | ------------------------- | ----------------------------- | ------------------------------------ | -------------------- | ----------------------------- |
| Мушки  | 38                        | 0                             | 0                                    | 0                    | 7                             |
| Женски | 21                        | 0                             | 0                                    | 0                    | 1                             |
| УКУПНО | 59                        | 0                             | 0                                    | 0                    | 8                             |
| Пол    | Производња и снабдевање   | Грађевинарство                | Трговина                             | Хотели и ресторани   | Саобраћај, складиштење и везе |
| Мушки  | 2                         | 0                             | 6                                    | 2                    | 6                             |
| Женски | 0                         | 0                             | 5                                    | 4                    | 0                             |
| УКУПНО | 2                         | 0                             | 11                                   | 6                    | 6                             |
| Пол    | Финансијско посредовање   | Некретнине                    | Државна управа и одбрана             | Образовање           | Здравствени и социјални рад   |
| Мушки  | 0                         | 0                             | 9                                    | 0                    | 1                             |
| Женски | 0                         | 0                             | 4                                    | 2                    | 3                             |
| УКУПНО | 0                         | 0                             | 13                                   | 2                    | 4                             |
| Пол    | Остале услужне активности | Приватна домаћинства          | Екстериторијалне организације и тела | Непознато            | Непознато                     |
| Мушки  | 2                         | 0                             | 0                                    | 3                    | 3                             |
| Женски | 2                         | 0                             | 0                                    | 0                    | 0                             |
| УКУПНО | 4                         | 0                             | 0                                    | 3                    | 3                             |